# Pensiero stupendo
Pensiero stupendo è una canzone scritta da Oscar Prudente e Ivano Fossati, che fu pubblicata nel marzo del 1978, come lato A del 45 giri Pensiero stupendo/Bello e, sempre lo stesso anno, fu inserita nell'album Miss Italia di Patty Pravo.

## Storia e contenuto
Dal 1975 Ivano Fossati, che in quell'anno aveva lasciato i Delirium, aveva cominciato il suo sodalizio di autore con Oscar Prudente. Nel 1977 la RCA Italiana, che cercava di lanciare in Italia la cantante francese Jeanne Mas, commissionò un brano ai due autori. Ma la versione incisa dalla cantante francese non convinse, così il direttore della RCA Ennio Melis, convinto che la canzone fosse adatta a Patty Pravo, contattò la cantante veneziana che incise il brano che ebbe immediatamente un grande successo.
La canzone in precedenza era stata rifiutata da Loredana Bertè che, reduce dal successo di Sei bellissima, non l'aveva apprezzata.
Il testo, giocando sull'ambiguità, parla del desiderio di realizzazione di una fantasia sessuale, un rapporto a tre, che dovrebbe avere come protagonisti due donne e un uomo.
Il pezzo nacque nel 1974 per mano di Oscar Prudente, che ne scrisse sia la musica che il testo, intitolandolo Formule magiche. Il pezzo venne provinato da Gianni Morandi nel corso delle registrazioni dell'LP Mondo di frutta candita (pubblicato nel 1975 e interamente scritto da Prudente), ma non se ne fece nulla.
In un'intervista per il programma Pop! Viaggio dentro una canzone, Prudente racconta di aver successivamente commissionato un altro testo a Ivano Fossati su richiesta dell'allora discografico CGD Alfredo Cerruti, che era in cerca di una hit per Loredana Bertè. Fossati scrisse dunque una storia sensuale e trasgressiva, in linea col personaggio allora in piena ascesa della Bertè, la quale però non ne apprezzò i contenuti e rifiutò di inciderla, optando per un altro pezzo scritto dal duo Fossati-Prudente e cioè Per effetto del tempo, incluso nell'LP Normale o super (1976).
In un'intervista al settimanale L'Espresso, Fossati raccontò che la canzone fu poi proposta per il lancio in Italia di una cantante francese, Jeanne Mas, già popolare in patria e per la quale era prevista la partecipazione all'edizione 1978 del Cantagiro.
Ma Ennio Melis, direttore generale della RCA a cui fu fatta ascoltare Pensiero stupendo, pensò immediatamente che la canzone fosse perfetta per Patty Pravo. Venne chiamata la cantante, che al momento era senza alcun contratto discografico dopo la rottura con la Ricordi, e nell'autunno del 1977 il brano venne inciso, per poi uscire su 45 giri nel gennaio 1978.
La Pravo registrò più volte il brano in studio, ma alla fine - dopo una sessione durata circa un paio d'ore - fu convinta dal produttore Antonio Coggio a lasciare la prima registrazione, giudicata già perfetta per l'incisione su disco. Del pezzo esiste una versione con raddoppio vocale rimasta inedita. Questa può essere ascoltata nei due passaggi televisivi (il pezzo era presentato in playback) registrati prima della pubblicazione del 45 giri. I due programmi sono: Sim Salabim speciale Natale, trasmesso il 25 dicembre 1977 e condotto dal mago Silvan, e Festa d'Inverno - Disconeve 78, ideato da Vittorio Salvetti e registrato ad Asiago, in onda il 22 gennaio 1978. In entrambi i passaggi televisivi Patty Pravo si esibisce con i capelli rossi, evento piuttosto inconsueto.
Del 45 giri si possono trovare quattro tirature differenti, facilmente identificabili per il cambio di data, da gennaio ad aprile, riportato in copertina. In tutte le copie promozionali (etichetta bianca) e nelle primissime copie commerciali stampate in gennaio (etichetta azzurra) il brano è accreditato al solo Fossati. La foto di copertina è tratta da un concerto dell'estate 1977.
La Pravo, in un'intervista a metà anni '80, disse di essersi subito invaghita del brano, perché le ricordava una notte trasgressiva passata al Piper Club nei primi anni '60, con Nat e Nick del gruppo beat BlackJack.
Si trattò dell'ennesimo exploit discografico per la cantante veneziana: il singolo entrò in classifica alla decima posizione l'11 marzo del 1978 e oscillò tra le prime cinque posizioni per oltre due mesi, raggiungendo la vetta per due settimane in aprile. Alla fine dell'anno, Pensiero stupendo risultò essere il nono singolo più venduto del 1978.

### Cover ed altre versioni
- 2001 – La Crus con la partecipazione della stessa Patty Pravo e di Manuel Agnelli, e inclusa nel disco Crocevia
- 2005 – Dolcenera nell'album Un mondo perfetto.
- 2014 – Róisín Murphy, nell'EP Mi senti.
- 2024 – Roberto Tardito, nell'album I.

altre cover
- Alessandro MOP in Valentina;
- Beppe Dettori in D'oppio;
- Lamiss in Profumo di pioggia;
- Paola Atzeni e Marco Bianchi in Intrecci.

Negli anni successivi sono state incise numerose cover del brano. Una delle più celebri è quella interpretata da Dolcenera, che, dopo essere stata presentata dal vivo durante il reality show Music Farm, è stata registrata in studio con il solo accompagnamento del pianoforte ed inclusa nel suo secondo album, Un mondo perfetto, pubblicato nel 2005. La stessa versione è stata poi utilizzata per uno spot televisivo dell'autovettura Hyundai i30, trasmesso nel marzo 2012. Una nuova versione, cantata dal vivo insieme a Loredana Bertè durante il Mardì Gras svoltosi a Torre del Lago nell'agosto 2005, è stata invece inserita nel DVD incluso nell'edizione speciale di Un mondo perfetto, uscito nel novembre 2005.
Un'altra cover tra le più note è quella interpretata dai La Crus nel 2001, cantata con la stessa Patty Pravo e con Manuel Agnelli, leader degli Afterhours, e inclusa nel disco Crocevia. Da questa versione è stato tratto anche un videoclip diretto dal regista Davide Marengo.
Fra le altre cover si elencano qui quelle di Alessandro MOP in Valentina; Beppe Dettori in D'oppio; Lamiss in Profumo di pioggia; Paola Atzeni e Marco Bianchi in Intrecci; e altre ancora.

L'omonimo brano interpretato da Anna Tatangelo, che è una dedica alla cantante Maria Dal Rovere, non aveva a che fare con quello di Patty Pravo.
La stessa Patty Pravo ha più volte ripreso il brano: nel 1997 ha infatti registrato Pensiero stupendo '97, e ne ha registrato un duetto con il gruppo milanese La Crus nel 2001 per l'album Crocevia.
Nel 2007 il brano è stato utilizzato per la colonna sonora della campagna pubblicitaria televisiva della Breil con protagonista Charlize Theron, motivo per cui Pensiero stupendo è comparso per molte settimane tra i brani più scaricati sull'iTunes Store, conquistando il suo primo disco di platino per le oltre 15 000 copie digitali vendute.
Una cover di Pensiero Stupendo compare anche all'interno dell'EP Mi Senti della cantante irlandese Róisín Murphy, uscito nel maggio del 2014 e contenente il rifacimento di alcuni brani classici del repertorio italiano.